# Hacha (Gemeinde Hopfgarten)
Hacha ist ein Ortsteil der Gemeinde Hopfgarten im Brixental im Bezirk Kitzbühel. Es liegt auf circa 760 m ü. A. auf der Südwestseite der Hohen Salve auf einem Plateau oberhalb von Hopfgarten.
Die Bebauung besteht aus den drei historischen Gehöften Gugg, Drittel und Rauch, sowie aus sechs weiteren Privathäusern und einer kleinen Ortskapelle. Hacha ist landwirtschaftlich geprägt (Viehzucht, Milchproduktion, Eier, Käse, Obstschnaps) und bietet Unterkunft für Feriengäste.

## Tourismus
Wander-, Jogging- und Mountainbike-Routen der Region führen direkt durch Hacha.